# Maisthan
Maisthan (nep. माइस्थान) – gaun wikas samiti w środkowej części Nepalu w strefie Dźanakpur w dystrykcie Mahottari. Według nepalskiego spisu powszechnego z 2001 roku liczył on 1721 gospodarstw domowych i 9748 mieszkańców (4844 kobiet i 4904 mężczyzn).